# Принцеса-консорт
Принцеса-консорт е официална титла или неофициално наименование, което обикновено се дава на съпругата на суверенен принц. Титлата може да се използва за съпругата на крал, в случай, че не се използва по-традиционното наименование „кралица-консорт“.
По-неформално може дори да се използва, за да опише семейното положение на всяка жена, която сключи морганитичен брак с кралска особа, ако рангът, който тя получава от този брак, е поне този на принцеса (напр. Грейс Кели е била принцеса-консорт по време на брака си, докато Лилиан Баелс и графиня Юлия фон Хауке обикновено не се описват така).
Частта „консорт“ често се изпуска, когато се говори или пише за принцеса-консорт, а терминът се изписва с главна буква само когато титлата се носи официално. В момента в света има две принцеси-консорт, едната съпруга на управляващ суверенен крал, а другата съпруга на управляващ суверенен принц.

## Великобритания
Настоящата съпруга на английския крал Камила използва титлата кралица-консорт, но това е предшествано от неколкократна смяна на мненията и по-специално дали тя да бъде наричана „кралица“. През 2005 г. официалната резиденция на Чарлз, принца на Уелс Кларънс Хаус обявява, че когато той се възкачи на трона на Обединеното кралство, Камила, тогава херцогиня на Корнуол, няма да използва титлата „кралица-консорт“, а титлата „принцеса-консорт“, въпреки че съпругът ѝ ще бъде суверенен крал. Такова съчетание няма исторически прецедент; според английското право съпругите на кралете автоматично стават кралици. Така е било при всички други съпруги на управляващи британски крале – с изключение на кралиците, управлявали съвместно със своите съпрузи. През 2018 г. обаче Кларънс Хаус премахва изявлението от уебсайта си, което поражда слухове, че Камила все пак ще е кралица, а през 2020 г. публикува ново изявление, в което потвърждава, че, както е установено при сключването на брака, при възкачването на трона на принца на Уелс Камила ще приеме титлата „принцеса-консорт“ с обръщението „Нейно Кралско Височество“. В посланието си по повод годишнината от качването си на престола през 2022 г., публикувано за отбелязване на 70-ата годишнина от управлението ѝ, Елизабет II заявява, че нейното „искрено желание“ е Камила да бъде кралица-консорт след възкачването на Чарлз на трона. В крайна сметка, когато Чарлз се възкачва на трона, в съобщението за смъртта на покойната кралица съпругата му е посочена като кралица-консорт.

## Мароко
Съпругата на краля на Мароко Мохамед VI, принцеса Лала Салма, носи титлата Нейно Кралско Височество Принцесата-консорт, първата мароканска кралска съпруга, която получава титла.

## Списък на настоящите принцеси-консорт
| Принцеса-консорт | Държава | Дата на наследяване | Съпруг                     |
| ---------------- | ------- | ------------------- | -------------------------- |
| Лала Салма       | Мароко  | 21 март 2002 г.     | Мохамед VI, крал на Мароко |
| Шарлийн          | Монако  | 1 юли 2011 г        | Албер II, принц на Монако  |